# محوطه زرین
محوطه زرین مربوط به دوران‌های تاریخی پس از اسلام است و در شهرستان هشترود، بخش مرکزی، روستای زرین علیا واقع شده و این اثر در تاریخ ۱۱ مرداد ۱۳۸۴ با شمارهٔ ثبت ۱۲۶۴۵ به‌عنوان یکی از آثار ملی ایران به ثبت رسیده است.